# Технологический университет Дублина
Технологический университе́т Ду́блина (ирл. Ollscoil Teicneolaíochta Bhaile Átha Cliath) — первый технологический университет Дублина. В состав входят бывшие технические институты Дублина, Талла и Бланчардстауна, а также корпус в Грейнджгормане, в настоящее время (2020) находящийся в процессе постройки.

## История

### Слияние технологических институтов
Идеи о формировании технологического университета выдвигалась ещё в 1990х годах, особенно после неудачных попыток Дублинского Технологического Института и Уотерфордского Технологического Института получить статус университета. Более подробное обсуждение слияния вышеозначенных университетов в Дублине началось в 2014 году и в итоге в 2018 года президентом Ирландии Майклом Д. Хиггинсом был подписан Акт о Технологических университетах.

## Кампусы

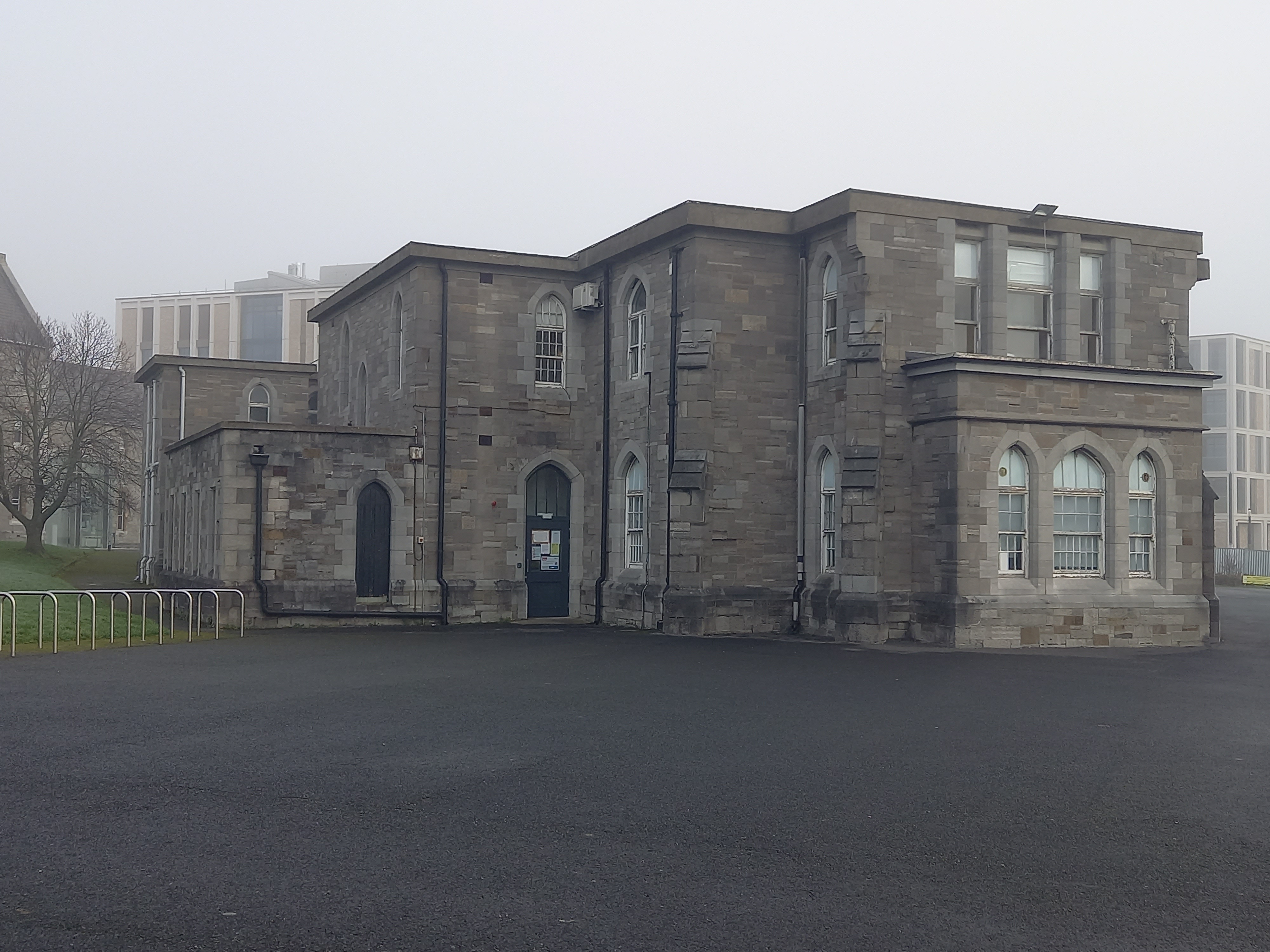
Пристройка к Северному корпусу в Грейнджгормане

Университет состоит из трёх больших кампусов: в Грейнджгорман («Городской кампус»)и в пригородах Талла, Бланчардстаун.